# Campsicnemus pallidus
Campsicnemus pallidus är en tvåvingeart som beskrevs av Octave Parent 1939. Campsicnemus pallidus ingår i släktet Campsicnemus och familjen styltflugor. Inga underarter finns listade i Catalogue of Life.